# 尼古拉·布拉托维奇
尼古拉·布拉托维奇（1971年6月14日—），黑山男子篮球运动员，场上位置是中锋。他曾代表南联盟参加1998年国际篮联世界锦标赛和1997年国际篮联欧洲锦标赛。